# 猫おどり
猫おどり（ねこおどり）とは、昔話・伝説研究で「猫の踊り」とされる話型をもとに、人の言葉を話し、歌い、踊るなどの特徴をもつ猫があらわれる話で、日本全国に見られる民間伝承。
本稿では静岡県田方郡函南町の丹那盆地周辺に伝わる民間伝承をもとに、近年になって函南町商工会青年部が町おこしの一環として企画した夏祭りのことについて説明している。

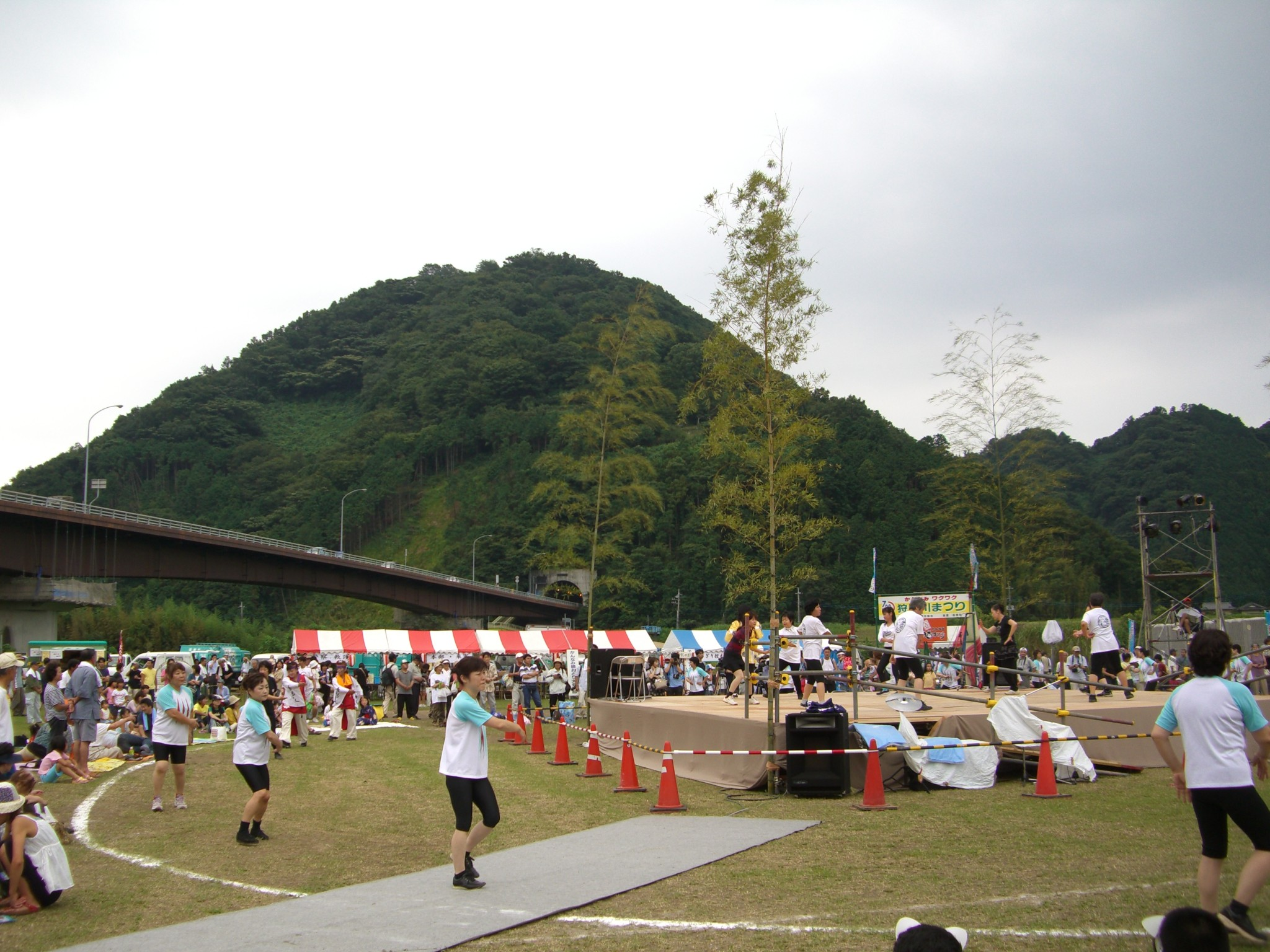
かんなみ猫おどり(静岡県田方郡函南町肥田)2006年

## 静岡県函南町の猫おどり
「天保年間、函南の山沿いにある軽井沢の集落に住む男が飼っていた猫が、実は人語を解し笛を吹き踊りを踊る猫であることが判明。気味悪いということで退去を申し出たところ、それ以来猫は姿を現さなくなった。
という函南町の丹那盆地周辺の民間伝承をもとに、町おこしとして企画された夏祭りのイベントが「猫おどり」である。ここで言う軽井沢とは長野県の軽井沢町のことではなく、熱函道路（静岡県道11号熱海函南線）の旧道沿いに現存する軽井沢（かるいさわ）集落のことである。
1987年5月23日にまんが日本昔ばなしにおいて元になった民間伝承に類似する話が取り上げられたことをきっかけに企画され、丹那盆地の夏の風物詩として定着を図っていた。
当初は丹那小学校の校庭や、観光施設である酪農王国オラッチェ駐車場などで開催され、丹那盆地およびその周辺に密着したやや風変わりな地域の盆踊り大会といった風情であったが、数年前より函南町の狩野川まつりと合体、会場も狩野川の河川敷に移動し、函南町全体のイベントとして大型化している。
2005年に第18回を数える現在の猫踊りは、単に町の盆踊り大会という枠を越え、沼津市や三島市も含め地域の老若男女が猫に扮して創作ダンスを繰り広げるという一種独特の空間に変貌している。
丹那盆地を舞台のモデルとするアニメ作品絶対少年には「猫おどり」が描写されているシークエンスがある。

## 文献情報
- 「「踊り歌う猫の話」に歌が組み込まれた背景」小林光一郎（神奈川大学21世紀COEプログラム研究推進会議2008.3）